# سنان إنجين
سنان إنجين (بالتركية: Sinan Engin)‏ هو مدرب كرة قدم ولاعب كرة قدم تركي في مركز الوسط، ولد في 4 نوفمبر 1964 في إسطنبول في تركيا. لعب مع أضنة دمير سبور.

## وصلات خارجية
- سنان إنجين على موقع اتحاد تركيا (لاعب) (الإنجليزية)
- سنان إنجين على موقع قاعدة بيانات كرة القدم.إي يو (الإنجليزية)
- سنان إنجين على موقع IMDb (الإنجليزية)